# 考恩公園大橋
考恩公園大橋（英語：Cowen Park Bridge）是一座位於华盛顿州西雅圖的钢筋混凝土拱桥。考恩公園大橋總长358英尺（109米），承載着第十五大道東北段横过考恩公园内的一個山溝。考恩公園大橋是拉文納-考恩公園毗连区域的分界綫：大橋以西，面積较小的区域屬於考恩公园的範圍；而大橋以東，面積较大的区域則屬於拉文纳公园的範圍。考恩公園大桥跨越第六十二街東北與考恩广场東北，连接北方的羅斯福區與拉文納區，而該兩區鄰近西雅圖大學區。考恩公園大橋是两座跨越拉文纳公园的山溝的桥梁之一（另外一座為第二十大道東北大橋，建於1913年），但是只有考恩公園大橋开放予车辆通行。
在公共事业振兴署的管理之下，考恩公園大橋在1936年落成；而興建考恩公園大橋的工程师是克拉克·埃尔德里奇。考恩公園大橋被國家史蹟名錄收錄，並同時作為西雅圖城市地標之一。考恩公園大橋因為它沿途的一列12英尺（3.7米）長的标准装饰风艺术灯饰而被盛讚。

## 圖冊

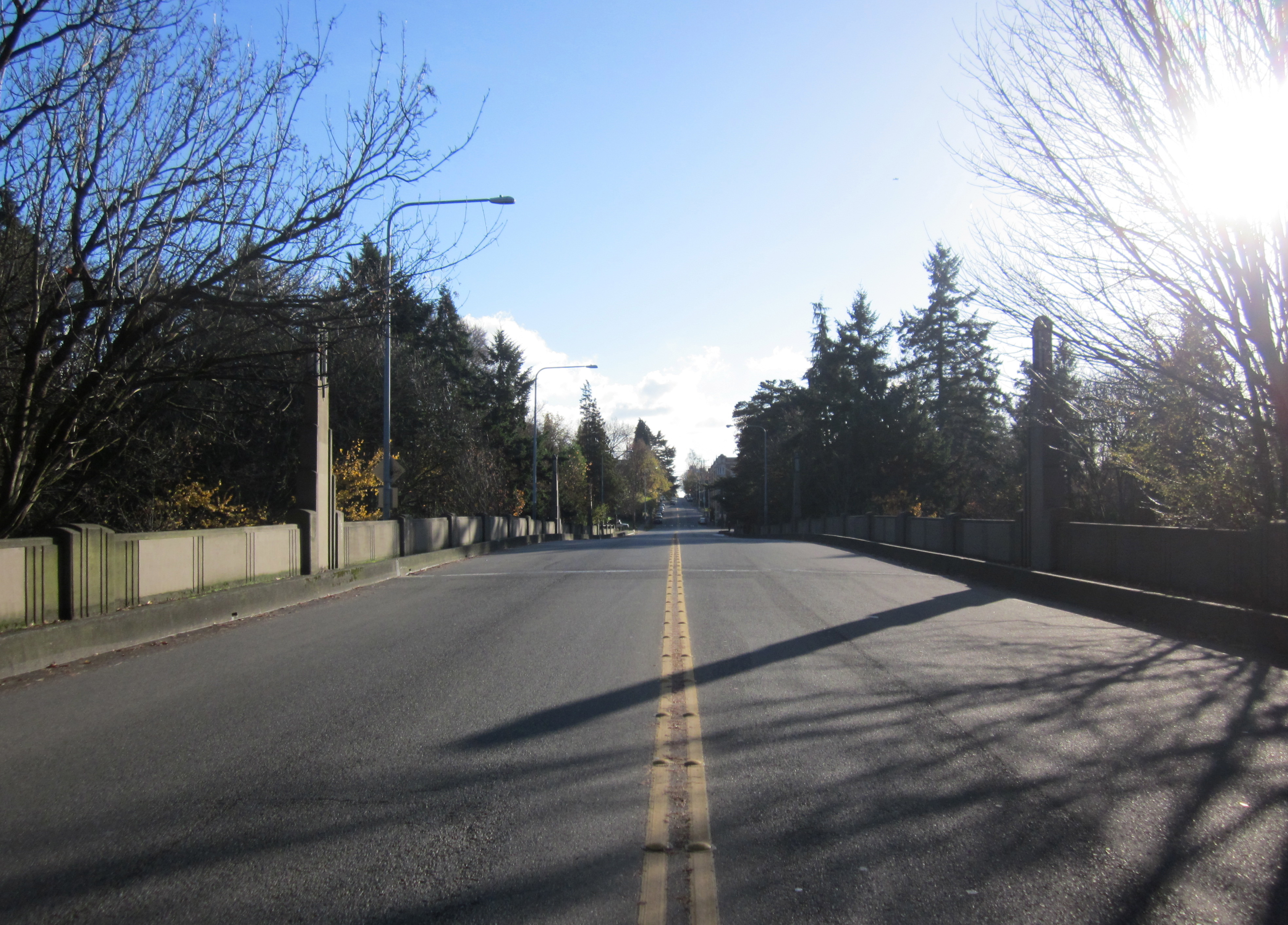
第十五大道東北的盡頭；如果繼續沿此路走，將會抵達考恩公園大橋。
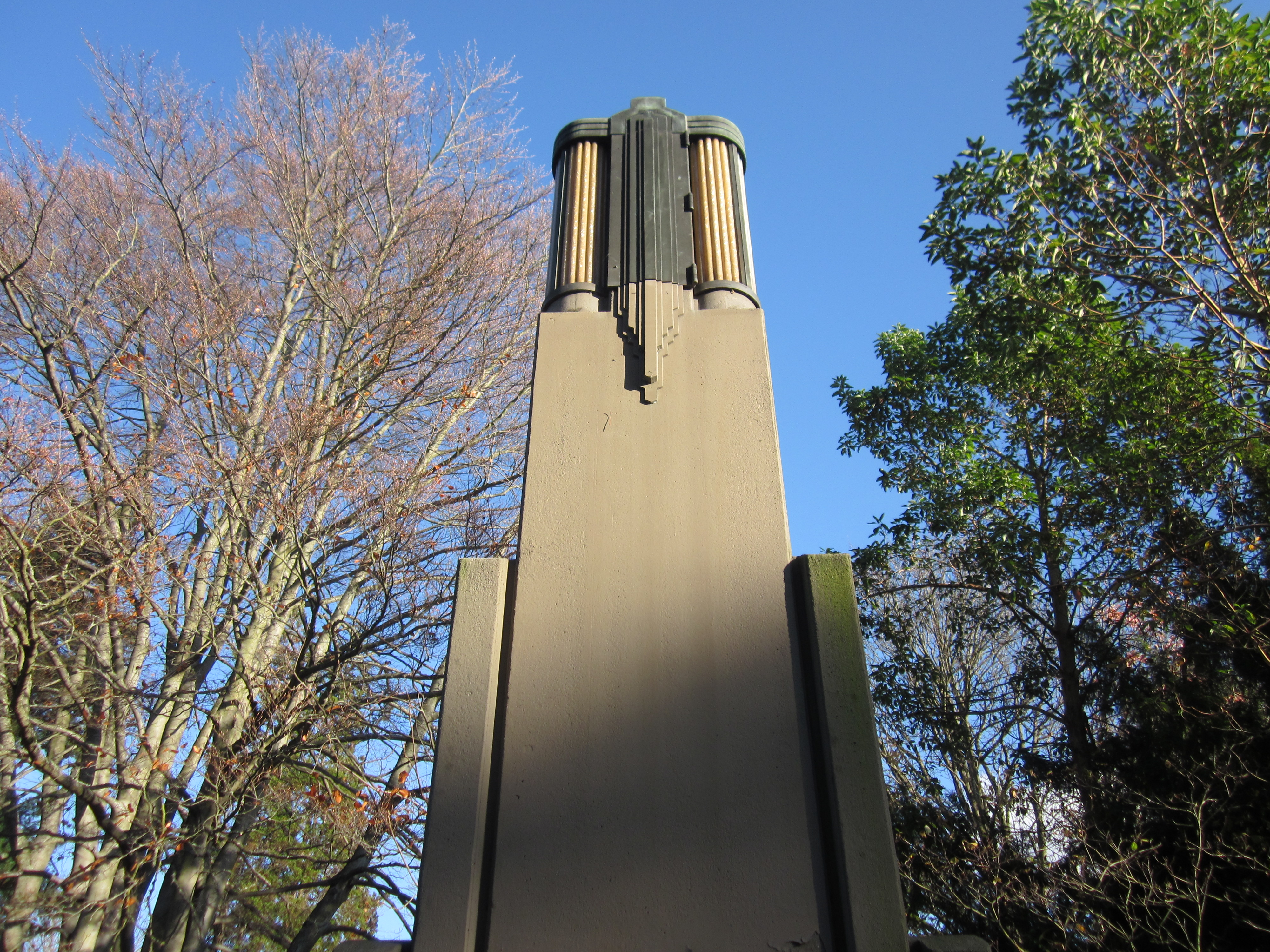
一個位於考恩公園大橋上的标准装饰风艺术灯饰。